# Göran Hellberg
Karl Anders Göran Hellberg, född 11 februari 1937 i Gamlakarleby, död 7 april 2021 i Karis, var en finländsk präst.
Hellberg blev teologie magister 1963. Han tjänstgjorde 1963–1966 i några församlingar i södra Finland, var 1966–1971 sjömanspräst i Hamburg och 1971–1975 sjukhuspräst i Gamlakarleby. Han var 1975–1978 rektor för Kristliga folkhögskolan i Nykarleby och 1978–1982 direktor för Lärkkulla-stiftelsen i Karis samt ledande sjukhuspräst i Åbo 1984–2001.
Hellberg har särskilt uppmärksammats som idrottspräst hos de finländska trupperna i olympiska spel och andra stortävlingar. Under åren 1972–2004 bevistade han sammanlagt 45 storevenemang och vann idrottarnas förtroende som samtalspartner och själasörjare.
Han erhöll titeln prost 1990.